# فلك التدوير

العناصر الأساسية لعلم الفلك البطلمي، مما يدل على كوكب الأرض على فلك التدوير (الدائرة الأصغر المنقطة)، والاختلاف في الحركة بين الأرض والكواكب الأخرى (الدائرة الأكبر المنقطة)، والإيكوانت كنقطة (الأكبر الأسود).

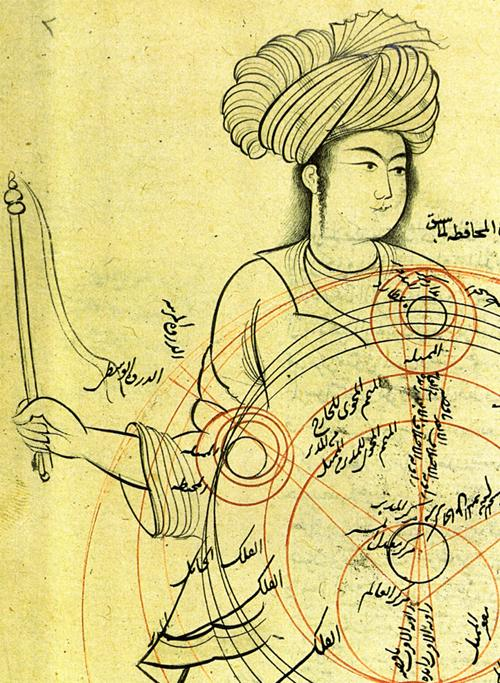
في مخطوطة لأحد أعمال قطب الدين الشيرازي.

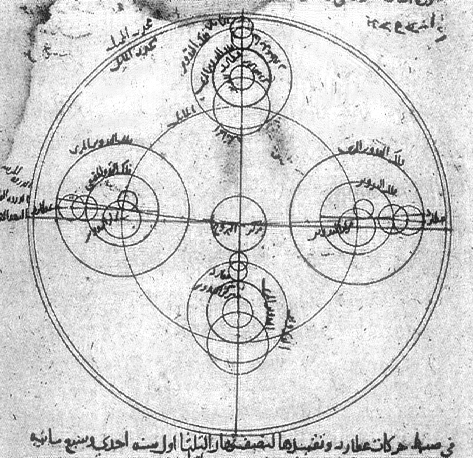
في أحد كتب ابن الشاطر.

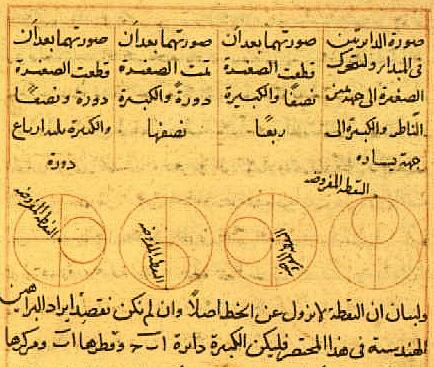
مزدوجة الطوسي

فَلَك التدوير في النظام البطلمي في علم الفلك هو نموذج هندسي يصف اختلافات السرعة والاتجاه في حركة القمر ، والشمس والكواكب. تم اقتراح هذا النموذج لأول مرة من قبل أبولونيوس بيرغا في نهاية القرن الثالث قبل الميلاد، وتم إضفاء الطابع الرسمي عليه من قبل كلاوديوس بطليموس في أطروحته في القرن الثاني للميلاد في الكتاب المجسطي. حيث أوضح على وجه الخصوص الحركة الارتدادية من الكواكب الخمسة المعروفة في ذلك الوقت. ثانياً فإنه أوضح أيضاً التغييرات في المسافات بين الكواكب وبين الأرض.
ويدعى هذا النظام بالنظام البطلمي نسبة إلى الفلكي كلاوديوس بطليموس على الرغم من أنه وضع من قبل العديد من علماء الفلك اليونانيون مثل أبولونيوس من بيرجا وهيبارخوس من رودس.

## نظرية التدوير
نظرية التدوير هي محاولة لتفسير الحركة الظاهرية الموصودة للقمر والكواكب بحركة على إييسيكل، والحركة الظاهرية للكواكب معقدة جداً نتيجة للحركة اليمينة والأخرى التراجعية، إلا أنه يمكن وصف حركات الكواكب بالتقريب بحركات دائرية متداخلة، لهذا الغرض نختار دائرة تسمى الديفرنت، عليها كوكب خيالي متوسط M حركته منتظمة، بينما يدور الكوكب الحقيقي P بانتظام في دائرة فلك التدوير حول الكوكب التصوري، وما ينتج عن هذا من حركة لولبية تمثل مجسم فلك التدويرويد، (سميت هذه المنحنيات قديما فلك التدوير فقط في بعض الأحيان)، وبالاختيار المناسب للنسبة بين دوائر الديفرنت وفلك التدوير وكذلك زمن الدوران في الدوائر نحصل من هذه الفكرة على حركات حلزونية قريبة من المرصودة بالنسبة للأرض الموجودة في داخل الديفرنت، للحصول على تطابق بين النظرية ونتائج الأرصاد لابد أن يكون زمن الدوران بالنسبة للكواكب الخارجية M على الديفرنت مساوياً لزمن الدوران النجمي لها، كذلك لابد أن يكون زمن دوران P على فلك التدوير مساوياً لزمن الدورة الاقتراني للكوكب، فإذا اخترنا نصف قطر الديفرنت مساوياً للوحدة، فإن نصف قطر فلك التدوير يساوي جيب الزاوية التي نراها عند مركز الديفرنت، والذي يبعد بها الكوكب الحقيقي عن موقعه المتوسط، يمكن أخذ ميل مدار الكوكب في الاعتبار من خلال ميل مستوى فلك التدوير بالنسبة للديفرنت، للتمثيل الأفضل للحركات الظاهرية المصورة يفترض في نظرية فلك التدوير جزئياً أن الكوكب التصوري لا يدور بصورة منتظمة على الديفرنت وانما يتحرك بصورة زاوية منتظمة بالنسبة لنقطة مركزية في داخل الديفرنت، وقد أعطت نظرية فلك التدوير فروقاً كبيرة بين كل من نتائج الحسابات ونتائج الأرصاد بالنسبة لكوكب عطارد، حيث أن مداره له أهليجية أكبر من الكواكب الأخرى، وبالمثل فإن حركة القمر يتم تمثيلها بصعوبة لدرجة أننا نلجأ إلى أيبي يبيسيكل يتحرك فيه مدار القمر الدائري الظاهري حول فلك التدوير، استعمل كل من بطليموس وكوبرنيكوس فلك التدوير في نظرياتهم الكوكبية لتفسير الحركات الظاهرية للقمر والكواكب.

## وصلات خارجية
- Ptolemaic System - at Rice University's Galileo Project

### توضيحات متحركة
- Java simulation of the Ptolemaic System - at Paul Stoddard's Animated Virtual Planetarium, Northern Illinois University
- Epicycle and Deferent Demo - at Rosemary Kennett's website at the University of Syracuse
- A flash animation showing epicycles with adjustable parameters and presets for various planets.
- An Applet showing the principle of the epicycle, with a side-by-side comparison of the geocentric and heliocentric models.